# 杰伊·亞歷山大
杰伊·亚历山大（英語：J. Alexander，1958年4月12日—），也被人称呼为，是美国一名真人秀节目名人和模特儿教练，他因在电视节目《全美超级模特儿新秀大赛》担任台步指导而出名。杰伊·亚历山大经常为模特儿或时尚事业而走南闯北。他目前定居于法国的巴黎和美国的纽约。

## 成长经历
杰伊·亚历山大出生于美国纽约市的南布朗克斯，他父母是朱力什·詹金斯（Julius Jenkins）和玛丽·詹金斯（Mary Jenkins）。杰伊的母亲是第一个向他介绍时尚的人。
在杰伊十几岁的时候，他遇到了精英模特经纪公司的总裁莫妮卡·彼勒（Monique Pillard），并在此之后成为一名模特儿。彼勒对于杰伊的外形印象深刻，并将他签约至自己的模特儿经纪管理公司；同时安排他在纽约为时装设计师让-保罗·高缇耶走秀。
杰伊·亚历山大是一个已经出柜的男同性恋者。

## 个人生活
杰伊·亚历山大在《泰拉·班克斯秀》节目上表示他有一个名叫鲍里斯（Boris）的儿子。杰伊和自己的前男友向一个想要孩子的法国女同性恋者提供了精子，而鲍里斯的生理学父亲是杰伊的前男友。杰伊表示，他在鲍里斯的成长中“扮演了非常积极的角色”。他甚至开玩笑道，他的“时尚基因”一定会在鲍里斯身上抹去。
杰伊·亚历山大在2010年出版了书籍，他在书中“分享了自己的生活，并提供了一些增强自身信心的方法”。

## 获奖荣誉
| 获奖年份 | 奖项         | 获奖类别 | 结果 |
| -------- | ------------ | -------- | ---- |
| 2009年   | 青少年选择奖 | 激励选择 | 獲獎 |

## 书籍出版
. Simon Spotlight Entertainment. 2009-11-10: 231. ISBN 9781439149904.